# Primorski Dolac
Primorski Dolac naselje je i općina u Splitsko-dalmatinskoj županiji.

## Opis
Primorski Dolac sjedište je istoimene općine u Hrvatskoj, smještenoj u Dalmatinskoj Zagori, odnosno krajnjem zapadnom dijelu Splitsko-dalmatinske županije. Proteže se u dolini između planina Trovro i Praća. Status općine dobio je 1997. godine.

## Zemljopis
Primorski Dolac je smješten u Dalmatinskoj Zagori između općina Prgomet, Seget i Grada Šibenika, na samoj granici između Splitsko-dalmatinske i Šibensko-kninske županije.

## Općinska naselja
Općina se sastoji od samo jednog naselja; Primorski Dolac, koje obuhvaća više zaselaka s obje strane doline i to, od istoka prema zapadu: Gornji Dolac, Sučevići, Kalpići, Franići, Barići, Šustići, Bakovići, Šantići, Šimci, Markovine, Žunići, Stojaci, Balovi, Akažići, Dračari i Donji Dolac.

## Stanovništvo

### Popis 2011.
Prema popisu stanovništva iz 2011. godine, Općina Primorski Dolac ima 770 stanovnika. Većina stanovništva su Hrvati s 99,22 %, a po vjerskom opredijeljenju većinu od 99,48 % čine pripadnici katoličke vjere.
| broj stanovnika | 805   | 825   | 849   | 991   | 1043  | 1213  | 1438  | 1571  | 1516  | 1591  | 1685  | 1546  | 1197  | 999   | 839   | 770   | 686   |
|                 | 1857. | 1869. | 1880. | 1890. | 1900. | 1910. | 1921. | 1931. | 1948. | 1953. | 1961. | 1971. | 1981. | 1991. | 2001. | 2011. | 2021. |

| broj stanovnika | 805   | 825   | 849   | 991   | 1043  | 1213  | 1438  | 1571  | 1516  | 1591  | 1685  | 1546  | 1197  | 999   | 839   | 770   | 686   |
|                 | 1857. | 1869. | 1880. | 1890. | 1900. | 1910. | 1921. | 1931. | 1948. | 1953. | 1961. | 1971. | 1981. | 1991. | 2001. | 2011. | 2021. |

## Povijest
Arheološki nalazi ukazuju da je Primorski Dolac bio naseljen Hrvatima i prije turske vladavine. Prema predaji naseljavanje Primorskog Dolca započelo je u 17. stoljeću, a župske knjige se vode od početka 18. stoljeća. 
Željeznička pruga Split-Siverić puštena je u promet 1877. godine. Jedna od baza za gradnju te pruge nalazila se u Primorskom Dolcu u naselju Bakovići. Ta građevina postoji i danas, a poznata je pod nazivom "Fratrova kuća" jer je u njoj godinama obitavao župnik. 
Primorski Dolac se najprije zvao Suhi Dolac ili "Suhi Dol". Ime Primorski je dobio kada su vodovodne cijevi stigle do Suhog Dolca oko 1927. godine.
Od 1828. prostor općine nalazi se u sastavu Šibenske biskupije.

## Gospodarstvo
Gospodarstvo je veoma slabo razvijeno, većina ljudi je bila ili jest zaposlena u Hrvatskim željeznicama, ostali su uglavnom zaposleni u vlastitim trgovinama ili uslužnim obrtima.

## Poznate osobe
- Kristina Franić, hrvatska rukometna reprezentativka

## Spomenici i znamenitosti
- Crkva svetog Ante na brdu Glavica iz 18. stoljeća
- Crkva Svetog Martina u Gornjem Dolcu iz 17. stoljeća

## Obrazovanje
U mjestu je osnovna škola "Primorski Dolac" u koje dolaze i djeca iz okolnih mjesta. 

## Kultura
- KUD "Primorski Dolac" (2008.)

## Šport
- NK Zagora Primorski Dolac

## Vanjske poveznice
- Službene stranice

Ostali projekti
|  | Zajednički poslužitelj ima još gradiva o temi Primorski Dolac |